# Symfonie nr. 87 (Haydn)
De Symfonie nr. 87 is een symfonie van Joseph Haydn, voltooid in 1786. Het is de zesde en daarmee laatste uit zijn reeks Parijse symfonieën, die hij schreef in opdracht van graaf d'Ogny.

## Bezetting
- 1 fluit
- 2 hobo's
- 2 fagotten
- 2 hoorns
- Strijkers
- Klavecimbel

## Delen
Het werk bestaat uit vier delen:
1. Vivace
2. Adagio
3. Menuetto
4. Finale: Vivace

1 · 2 · 3 · 4 · 5 · 6 (Le Matin) · 7 (Le Midi) · 8 (Le Soir) · 9 · 10 · 11 · 12 · 13 · 14 · 15 · 16 · 17 · 18 · 19 · 20 · 21 · 22 (De Filosoof) · 23 · 24 · 25 · 26 (Lamentatione) · 27 · 28 · 29 · 30 (Halleluja) · 31 (Hoornsignaal) · 32 · 33 · 34 · 35 · 36 · 37 · 38 (Echo) · 39 · 40 · 41 · 42 · 43 (Mercurius) · 44 (Treursymfonie) · 45 (Afscheidssymfonie) · 46 · 47 (Palindroom) · 48 (Maria Theresia) · 49 (La Passione) · 50 · 51 · 52 · 53 (L'Impériale) · 54 · 55 (De schoolmeester) · 56 · 57 · 58 · 59 (Vuursymfonie) · 60 (Il distratto) · 61 · 62 · 63 (La Roxelane) · 64 (Tempora mutantur) · 65 · 66 · 67 · 68 · 69 (Laudon) · 70 · 71 · 72 · 73 (La chasse) · 74 · 75 · 76 · 77 · 78 · 79 · 80 · 81

88 · 89 · 90 · 91 · 92 (Oxford)

- Bibliothèque nationale de France: cb13913335j (data)
- Gemeinsame Normdatei: 4530321-6
- Library of Congress Control Number: no92007002
- MusicBrainz work: 3d08ae2b-c8bb-409b-a77a-dc5451899390
- Nationale Bibliotheek van Israël: 987007447962605171
- Virtual International Authority File: 292868867